# Моркен, Отто
Отто Биргер Моркен (норв. Otto Birger Morcken, 11 октября 1910, Берген — 17 января 2009) — норвежский шахматист. Чемпион Норвегии 1956 г. В составе сборной Норвегии участник четырех шахматных олимпиад.

## Спортивные результаты
| Год  | Город     | Соревнование                                | + | − | = | Результат | Место |
| ---- | --------- | ------------------------------------------- | - | - | - | --------- | ----- |
| 1950 | Дубровник | IX Олимпиада (сборная Норвегии, 3-я доска)  | 1 | 6 | 6 | 4 из 13   |       |
| 1952 | Хельсинки | X Олимпиада (сборная Норвегии, ?-я доска)   | 1 | 5 | 2 | 2 из 8    |       |
| 1954 | Амстердам | XI Олимпиада (сборная Норвегии, ?-я доска)  | 2 | 6 | 5 | 4½ из 13  |       |
| 1956 | Стейнхьер | Чемпионат Норвегии                          |   |   |   |           | 1     |
|      | Москва    | XII Олимпиада (сборная Норвегии, ?-я доска) | 3 | 6 | 5 | 5½ из 14  |       |